# Дитинство Горького
«Дитинство Горького» (рос. Детство Горького) — радянський повнометражний художній фільм 1938 року за першою повістю з автобіографічної трилогії Максима Горького. Роль Альоші Пєшкова — перша робота в кіно актора Олексія Лярського.

## Сюжет
Фільм оповідає про дитинство російського і радянського письменника Максима Горького. Після смерті батька мати і бабуся привозять Альошу в будинок діда — власника невеликої фарбувальної майстерні в Нижньому Новгороді. Дядьки мають намір жити окремо та вимагають від Василя Васильовича своєї частки сімейного майна і холодно зустрічають сестру, що приїхала з дитиною. Хлопчик швидко освоюється в новому будинку і близько сходиться з Циганком, молодим працівником, майстерністю якого захоплюється дідусь Альоші. Яків і Михайло, дядьки Альоші, не любили Циганка за його самостійний характер. Одного разу Яків, Михайло і Циганок несли великий важкий хрест, і так вийшло, що в небезпечний момент Михайло і Яків відскочили, а Циганок не встиг і загинув, розчавлений хрестом. Дядьки раділи смерті Циганка, оскільки дід весь час погрожував віддати все майно Циганку. Через деякий час дідусь залишив синам майстерню, а сам з дружиною і онуком переїхав в новий будинок. У Олексія з'явилися друзі — ватага сусідських хлопців і паралізований хлопчик Льонька, для якого товариші зробили візок, щоб зрідка вивозити з дому. Справи у діда йшли все гірше. Розділ майстерні, крах банку і похилий вік змінили життя колишнього успішного ремісника, цехового старшину Василя Каширіна. Старий майстер безуспішно намагався жити на гроші, виручені від продажу нажитого за довгі роки добра. Небачена раніше потреба змусила його забути колишню гордість, і він став жебраком, перебиваючись випадковою милостинею. Олексій щосили намагався допомогти бабусі, віддаючи свої важко зароблені копійки. Деякий час по тому жага змін змусила підлітка розпрощатися з місцями, що стали рідними і йти «в люди».

## У ролях
- Олексій Лярський —  Альоша Пєшков
- Варвара Массалітінова —  Акуліна Іванівна, бабуся
- Михайло Трояновський —  Василь Васильович Каширін, дід
- Єлизавета Алексєєва —  Варвара Каширіна-Пєшкова, мати Альоші
- В'ячеслав Новиков —  Яків Каширін, дядько
- Олександр Жуков —  Михайло Каширін, дядько
- К. Зюбко —  Григорій Іванович, майстер
- Данило Сагал —  Іван «Циганок», підмайстер
- Сергій Тихонравов —  «Добра справа», мешканець Каширіних
- Ігор Смирнов —  Льонька
- Володимир Маслацов —  один з дружної ватаги
- Костянтин Немоляєв —  юродивий
- Осман Абдурахманов —  атлет в цирку

## Знімальна група
- Автор сценарію: Ілля Груздєв
- Режисер: Марк Донськой
- Оператор: Петро Єрмолов
- Композитор: Лев Шварц
- Художник: Іван Степанов